# Valentinià I
Valentinià I   (Vinkovci, 3 de juliol de 321 - Bregeció, 17 de novembre de 375) fou emperador romà del 364 al 375. Era fill del general Gracià el vell. Es casà amb Marina Severa, amb qui va tenir a Gracià, després emperador i, de la qui es divorcià per casar-se amb Justina amb qui tingué a Valentinià II, Gal·la, Grata i Justa. En ser escollit emperador per les tropes, va nomenar coemperador el seu germà Valent. Durant el seu regnat va haver de defensar les fronteres de l'imperi contra els pictes, els escots, a Britànnia i els alamans a la frontera del Rin.
Valentinià, cristià declarat, no sembla haver beneficiat com a emperador a cap religió especialment. Va restablir la tolerància de la religió pagana sense tractar d'introduir-la de nou, i es va mantenir per damunt de les controvèrsies teològiques. Va crear la figura del defensor civitatis encarregat de defensar els humils contra els abusos dels poderosos, va fundar escoles i va proveir atenció mèdica pels pobres de Roma designant un metge per cadascun dels 14 districtes de la ciutat.

## Biografia
Entre el 320 i el 330 va acompanyar el seu pare, que havia estat nomenat comes africae, però va ser acusar de malversació de fons i el van destituir. Poc després al pare fou perdonat i el van destinar a Britànnia i quan es va retirar li van confiscar els béns perquè es creu que va participar en la sublevació de Magnenci.
Valentinià va ingressar en l'exèrcit i va exercir diversos comandaments; el 357 fou destituït del seu comandament militar per l'emperador Constanci II, probablement amb relació a la caiguda en desgràcia del seu pare. Amb Julià l'Apòstata va ser tribú de la guàrdia (scutarii) i el 362 era amb Julià a Antioquia on el va acompanyar a un temple pagà. Julià li va ordenar fer un sacrifici al déu o dimitir, i Valentinià, que era cristià s'hi va negar, i hauria estat enviat a l'exili.
El 363 va pujar al tron Jovià escollit per les tropes; el sogre de Valentinià, Lucilià, se'l va emportar a la Gàl·lia. Lucilià va morir en uns disturbis a Reims i Valentinià es va salvar per la fugida. Va tornar a les províncies d'Orient, on Jovià el va fer capità de la segona companyia de la guàrdia o scutarii.

## Proclamació i repartiment de l'Imperi
Quan va morir sobtadament Jovià a Dadastana entre Galàcia i Bitínia (16 de febrer del 364), Valentinià era a Ancira. Durant deu dies no hi va haver emperador, però finalment els oficials de Jovià que eren a Nicea, van decidir proclamar a Valentinià que tenia 43 anys. Aquest va anar a la reunió i el 26 de febrer va rebre les insígnies imperials en presència de l'exèrcit.
Valentinià era catòlic (mentre que el seu germà Valent era arià). Va prohibir les cerimònies paganes (sota pena de mort) i va restaurar la figura de Crist i la creu als estendards dels exèrcits, eliminades per Julià l'Apòstata. Va prohibir l'execució de sentències judicials en diumenge. No va perseguir els arrians ni altres sectes i en general va tenir prou tolerància.
Es va traslladar a Nicomèdia (1 de març) on va nomenar el seu germà Valent per la dignitat de comes stabulii i el 28 de març el va nomenar august al Camp de Mart de Constantinoble. Els dos germans junts van confirmar a Nicea com a metròpolis i la van aixecar al mateix rang que Nicomèdia. Un temps després van sortir de Constantinoble i passant per Adrianòpolis, Filipòpolis, i Sàrdica, van anar fins a Naesus a Dàcia o Mèsia Superior, on es van aturar. Valentinià va nomenar Joví general a la Gàl·lia (magister armorum), i a Dagalaephus el va fer militiae rector; els generals Víctor i Arinteu van quedar al servei de Valent. El repartiment de l'Imperi Romà entre els dos germans fou: les províncies orientals (amb Àsia Menor, Egipte i Tràcia) per Valent; i la resta per Valentinià incloent Il·líria, Gàl·lia, Itàlia, Hispània, Britànnia i Àfrica. Tot seguit Valent se'n va anar a Constantinoble i Valentinià cap a Mediolanum on va arribar el novembre i on va restar fins al 365.

## Començaments del regnat
Volusià, prefecte de Roma fou substituït el 365 per Simmac, pare de l'orador. Una llei imperial d'aquest any establia que els judicis civils o criminals a províncies s'haurien de fer a portes obertes.
Romà, comte d'Àfrica des del 363, oprimia la població i les tribus; Valentinià va enviar a fer una investigació a Pal·ladi, però aquest fou subornat per Romà i va informar que tota la província i la ciutat de Leptis Magna (que s'havia queixat directament a l'emperador) no tenien motius de queixa. Els que havien denunciat a Romà foren castigats.

## Guerres amb els alamans
Valentinià va visitar algunes ciutats italianes el 365 i a l'octubre va anar a la Gàl·lia. A final de mes, mentre era a Lutècia (París), es va produir un atac a la frontera del Rin pels alamans; l'emperador va enviar a la zona al general Dagalaephus i ell se'n va anar a Reims. Els alamans es van retirar i l'emperador va tornar a París on va restar força temps: hi era el 366 quan els alamans van entrar altre cop per la frontera del Rin (probablement el gener o febrer) i van derrotar els romans matant al comes Carietó (Charietto) governador de les dues Germànies; altre cop fou enviat Dagalaephus, però no va actuar amb prou diligència i fou substituït per Joví, cap de la cavalleria (magister equitum), que va obtenir diverses victòries parcials sobre els alamans destacant dues batalles: una a Scarponna entre Metz i Toul, i una altra a prop de Châlons-sur-Marne. Joví va anunciar la victòria a l'emperador que era a París i que al mateix temps va rebre el cap de l'usurpador Procopi que li va enviar el seu germà Valent. Procopi, parent de Julià l'Apòstata, s'havia revoltat a Constantinoble, però fou derrotat per Valent a Thyatria (Lídia) el 366 i fou executat.
La resta de l'any i l'hivern del 366 al 367 els va passar a Reims. Va construir diverses fortaleses al Rin per evitar els atacs dels bàrbars. El juny del 367 encara era a Reims. El 18 d'agost era a Amiens i dirigia instruccions a Pretextat, prefecte de Roma; es va posar malalt i va pensar a nomenar un successor, però es va recuperar i el 24 d'agost el seu fill Gracià, de vuit anys, fou declarat august a Amiens, en presència de l'exèrcit.
En aquest temps es va divorciar de la seva dona Valèria Severa i es va casar amb Justina, una dona siciliana, amb la qui va tenir a Valentinià II i tres filles, una de les quals, Gal·la, fou després la dona de Teodosi I el Gran. Justina era ariana però no va mostrar la seva religió mentre el seu marit va viure.
A finals del 367 els alamans sota Randon, van atacar i saquejar Magontiacum (Magúncia) durant una festivitat cristiana. En revenja els romans van fer matar el rei alamà Vithicabus, un home de cos feble però de gran esperit, que havia causat als romans seriosos problemes. Mentre l'emperador anava d'Amiens a Trèveris es va assabentar dels atacs del poble dels pictes i escots a Britànnia on havien passat el mur d'Antoní i havien arribat fins a Kent. El general (comes) Teodosi (pare del futur emperador Teodosi I) fou encarregat de fer la guerra a aquests pobles i va tenir èxit, després va establir una nova província al nord de Britànnia que es va dir Valentia.
El 368 donava instruccions a Olibri, prefecte de Roma sobre la conducta dels advocats i nomenament de metges per cada regió de Roma. A la tardor del 368 va sortir de Trèveris en expedició contra els alamans que havien tornat a atacar i els va causar fortes pèrdues en una muntanya on s'havien fet forts, anomenada Solicinium (potser Sulz, prop de les fonts del Neckar). L'emperador va retornar en triomf a Trèveris.
El 369 Valentinià va fer construir fortaleses a l'esquerra del riu, de la desembocadura fins a la Rècia. Fins i tot es van fer alguns fortins a l'altre costat del riu com per exemple a Mannheim, a la unió del Neckar i el Rin. Va romandre a Trèveris tot l'any encara que va fer sortides cap a la zona del Rin.
El 370 encara era a Trèveris o a la regió. En aquest any es van produir atacs del poble dels saxons; els seus saquejos foren aturats per Sever, comandant de la infanteria (peditum magister), que va ajustar finalment la pau a condició de la seva retirada; quan es retiraven els romans els van preparar una emboscada a un lloc anomenat Deuso (potser Dents, a l'altre costat de Colonia Agrippina), i els van exterminar.
Ammià Marcel·lí dona compte entre molts altres detalls, de les crueltats de Maximí, que tenia la vicaria praefectura de Roma, contra persones acusades d'arts màgiques; la tortura i la mort eren els càstigs. Més tard Maximí fou castigat per Gracià.
El 371, a la primera meitat de l'any promulgà lleis a Trèveris; va sortir de la ciutat per fer la guerra contra els germànics a prop de Magúncia però a final d'any estava altre cop a Trèveris. A aquesta ciutat o a la regió va restar tot el 372. En aquest darrer any va dictar una llei contra els maniqueus.

## L'afer d'Àfrica
El 373 Valentinià i Valent van exercir el seu quart consolat conjunt. Valentinià va anar a Itàlia on va passar la major part de l'any. Maximí fou nomenat prefecte de les Gàl·lies. Maximí va causar la ruïna de Remigi, antic magister officiorum, que havia col·laborat amb Romà a les seves exaccions a Àfrica. Remigi havia dimitit i s'havia retirat a la seva ciutat natal, Magúncia, per dedicar-se a portar les seves terres. Maximí es va assabentar que era allí i va voler aconseguir una confessió del que feia amb Romà, i per això va fer torturar Cesari, un servidor de Remigi, fins que va explicar el que feien a Àfrica. Remigi, quan ho va saber, es va penjar. Quan Maximí ho va revelar tot a l'emperador, aquest va fer detenir a Pal·ladi, que havia estat subornat per Romà i que igualment es va suïcidar. Romà fou empresonat per Flavi Teodosi el Vell quan aquest fou enviat contra Firm, que s'havia revoltat. Firm fou derrotat i es va suïcidar per no caure presoner; tot i que es van trobar les proves de la culpabilitat de Romà, no hi ha constància de cap càstig patit per aquest.

## Guerres amb els quades
L'hivern del 373 al 374 el va passar Valentinià a Milà, però era a Trèveris el maig i juny del 374. Era a la vora del Rin, probablement prop de Basilea, quan es va assabentar que els quades envaïen Il·líria en represàlia perquè els romans havien construït alguns fortins en el seu territori; el governador d'Il·líria, Equici, va fer un tractat de pau pel qual els quades es van retirar i les obres del fortins romans quedaven suspeses.
Marcel·lí, fill de Maximí, fou nomenat dux de Valèria, una província a Il·líria, per influència del seu pare; una vegada al seu govern va tornar a voler construir fortins al territori quade (els quades eren un poble germànic que vivia a Moràvia i Eslovàquia); el rei quade, Gabini, va anar a veure a Marcel·lí, i després d'una rebuda amable, fou traïdorament assassinat. Els quades es van aliar als sàrmates i van travessar el riu cap a la província romana on hi havia poques tropes, i la van assolar. El prefecte del pretori Probe es va preparar per defensar Sírmium, però els quades se'n va anar cap a Il·líria doncs atribuïen la mort del seu rei al governador Equici; els bàrbars van destruir dues legions i haurien ocupat tota la província si no hagués estat pel valor de Teodosi, el futur emperador.
Valentinià es va assabentar d'aquestes notícies quan tornava a ser a Trèveris, però va diferir la campanya contra els quades a l'any següent i,mentrestant, es va assegurar l'amistat de Macrià, el rei dels alamans amb el qui es va entrevistar a prop de Magúncia (374) i es va signar un acord, de manera que els alamans esdevingueren aliats romans. L'hivern del 374 al 375 el va passar a Trèveris.

## Mort
L'abril del 375 va sortir de la ciutat cap a Il·líria. El seu fill Gracià es va quedar a Trèveris i la seva dona Justina i l'altre fill Valentinià II el van acompanyar. Va establir els seus quarters a Carnunt probablement a la rodalia de la moderna Viena. Va iniciar una investigació sobre el prefecte Probe (que no va veure acabada), i després de preparar la campanya va travessar el Danubi, però les operacions no foren decisives, i en acostar-se el fred va tornar a travessar i es va establir a Bregeció, probablement a prop de Presburg (la moderna Bratislava). Mentre donava audiència a Bregeció, al Danubi (prop de l'actual Komáron a Hongria), sobtadament va patir una feridura de la qual va morir el 17 de novembre del 375, després de regnar dotze anys. El seu cos fou portat a Constantinoble per ser enterrat.
L'exèrcit va proclamar successors els seus fills Gracià (de setze anys) i Valentinià II (de només quatre anys).